# Beryl F. Carroll

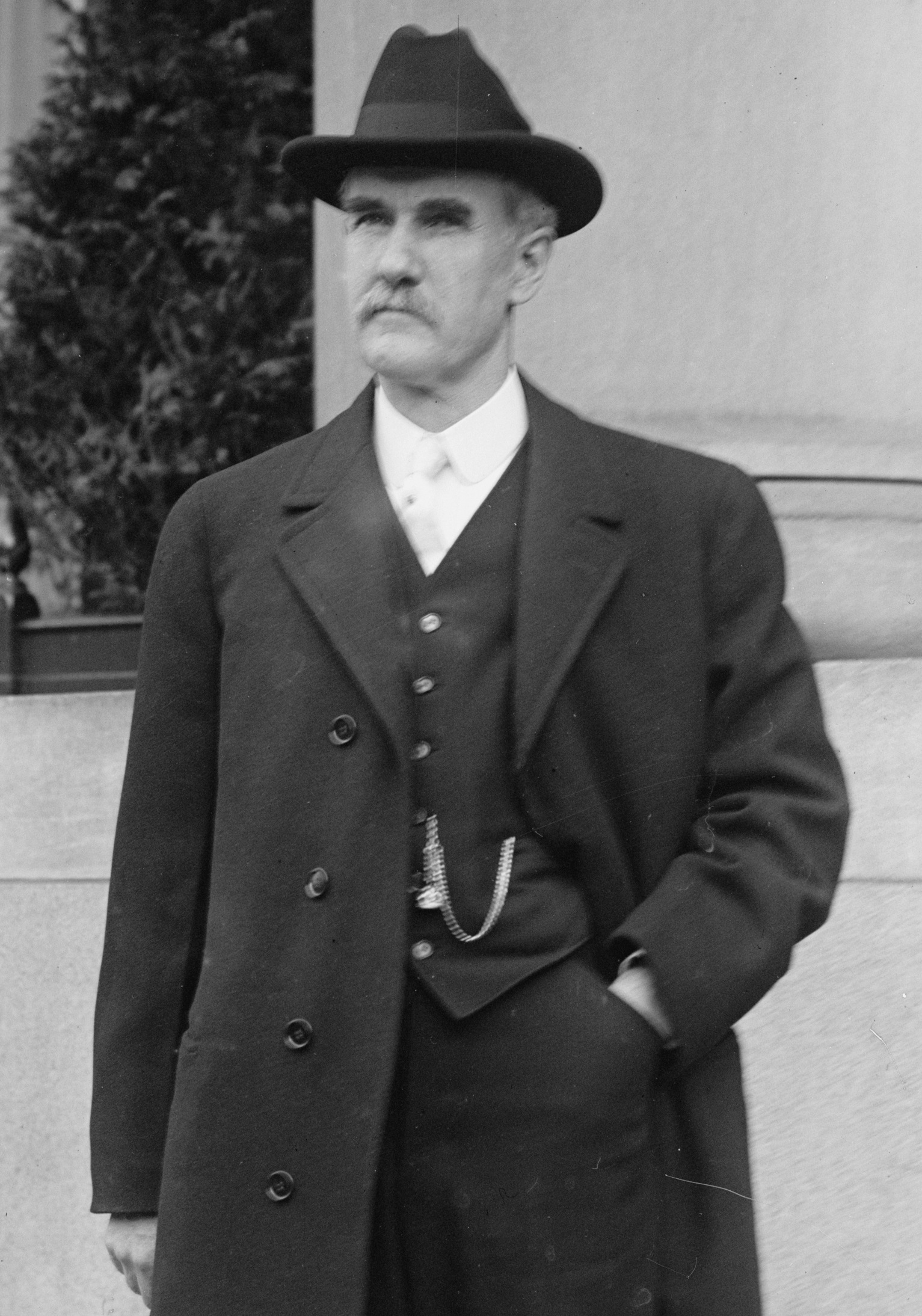
Beryl F. Carroll (1912)

Beryl Franklin Carroll (* 15. März 1860 im Davis County, Iowa; † 16. Dezember 1939 in Bloomfield, Iowa) war ein US-amerikanischer Politiker (Republikanische Partei) und von 1909 bis 1913 der 20. Gouverneur des Bundesstaates Iowa.

## Frühe Jahre und politischer Aufstieg
Carroll besuchte bis 1884 die State Normal School in Kirksville in Missouri. Nach seiner Schulzeit war er in verschiedenen Berufen tätig. Unter anderem war er Viehhändler, Lehrer und Herausgeber der Zeitung „Davis County Republican“. Zwischen 1895 und 1898 war er Mitglied des Senats von Iowa. Danach leitete er zwischen 1898 und 1903 die Poststelle in Bloomfield. Anschließend wurde er Revisor (Auditor) in der Regierung des Staates Iowa.

## Gouverneur von Iowa
Im Jahr 1908 wurde Carroll zum neuen Gouverneur seines Staates gewählt. Am 14. Januar 1909 wurde er in sein neues Amt eingeführt. Nach einer Wiederwahl im Jahr 1910 konnte er bis zum 16. Januar 1913 in diesem Amt bleiben. In seiner Amtszeit wurde ein Bildungsausschuss in Iowa gegründet, die Gesetzgebung für den Bergbau überarbeitet und ein Rentenprogramm für Feuerwehrleute und Polizeibeamte eingeführt. Im Jahr 1910 erlangte er große Popularität, als er in ein brennendes Gebäude eindrang, um wertvolle Gegenstände in Sicherheit zu bringen.
Nach dem Ende seiner Gouverneurszeit zog sich Carroll aus der Politik zurück. In den folgenden Jahren arbeitete er im Lebensversicherungswesen. Er starb im Dezember 1939 und wurde in Bloomfield beigesetzt. Beryl Carroll war mit Jennie Dodson verheiratet, mit der er zwei Kinder hatte.